# Ligne de tramway 558
La ligne 558 est une ancienne ligne de tramway vicinal de la Société nationale des chemins de fer vicinaux (SNCV) qui reliait Marbehan à Sainte-Cécile.

## Histoire
1938 : suppression.

## Infrastructure

### Dépôts et stations
Nom : (gare) : quand le dépôt ou la station est accolé ou proche d'une gare.
Type : D : dépôt , S : station , Sf : si la station sert de gare douanière à la frontière , Sp : si la station est établie dans un bâtiment privé le plus souvent un café ou plus rarement une habitation privée.
| Illustration | Nom                | Type | Commune     | Localisation                | État            | Remarques |
| ------------ | ------------------ | ---- | ----------- | --------------------------- | --------------- | --------- |
|              | Florenville (gare) | D    | Florenville | 49° 42′ 23″ N, 5° 19′ 59″ E | En service TEC. |           |

## Exploitation

### Horaires
Tableaux : 558 (1931).